# Dolmen sous la neige
Dolmen sous la neige (en allemand : Hünengrab im Schnee) est un tableau du peintre allemand Caspar David Friedrich, réalisé en 1807.

## Description
Le tableau est une peinture à l'huile sur toile, mesurant 62 cm de hauteur sur 80 cm de largeur. L'œuvre représente un dolmen, au sommet d'une butte, entouré de trois arbres. La neige recouvre le paysage et les arbres sont dénudés.

## Historique
Caspar David Friedrich peint Dolmen sous la neige en 1807.
Le thème du dolmen est présent dans deux dessins au crayon réalisés par Friedrich en 1802. En 1809, il exécute une autre esquisse du monument mégalithique.
Trente ans après, Friedrich revisite le thème, dans un dessin au crayon et dans un tableau, réalisé entre 1830 et 1835, Promenade au crépuscule.
Le tableau est exposé à la Galerie Neue Meister de Dresde, en Allemagne.

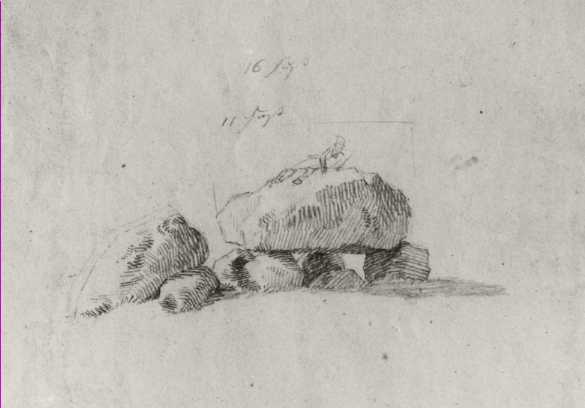
Dolmen près de Gützkow, dessin au crayon, 1802 (Wallraf-Richartz Museum, Cologne).
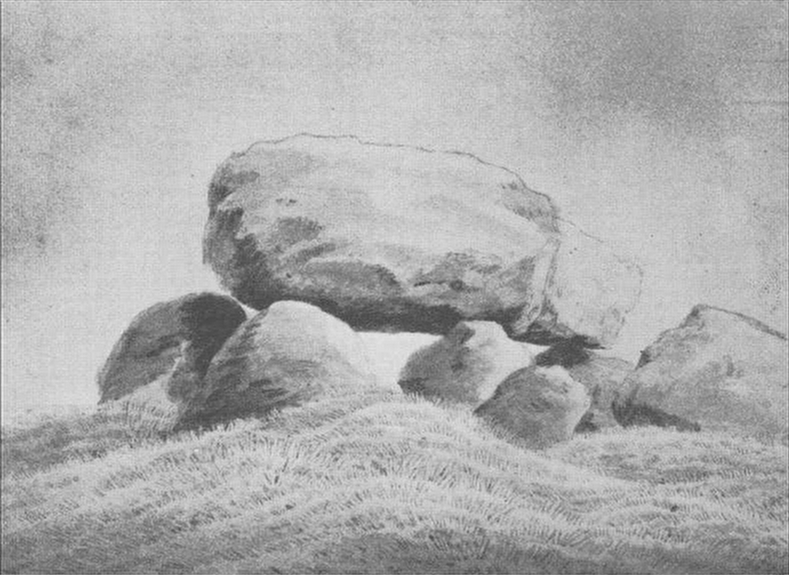
Dessin au crayon, 1802.
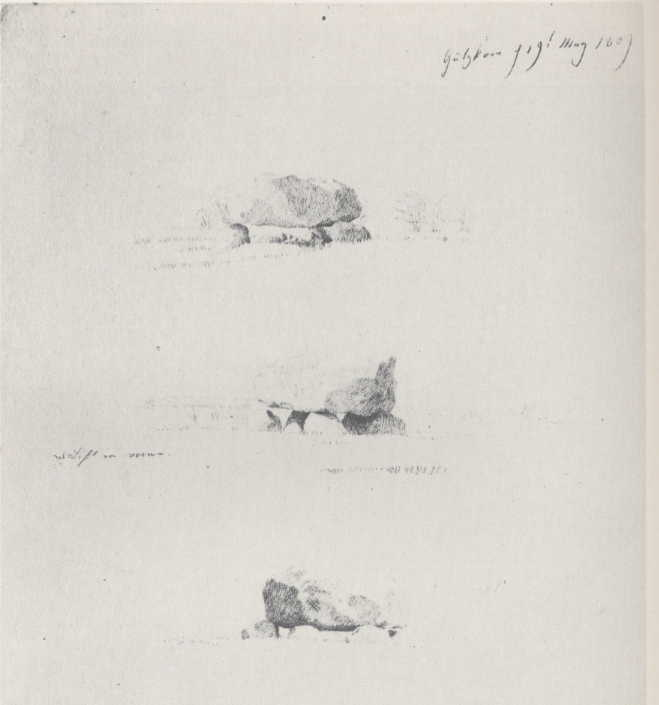
Esquisse au crayon, 1809 (Nasjonalgalleriet, Oslo).
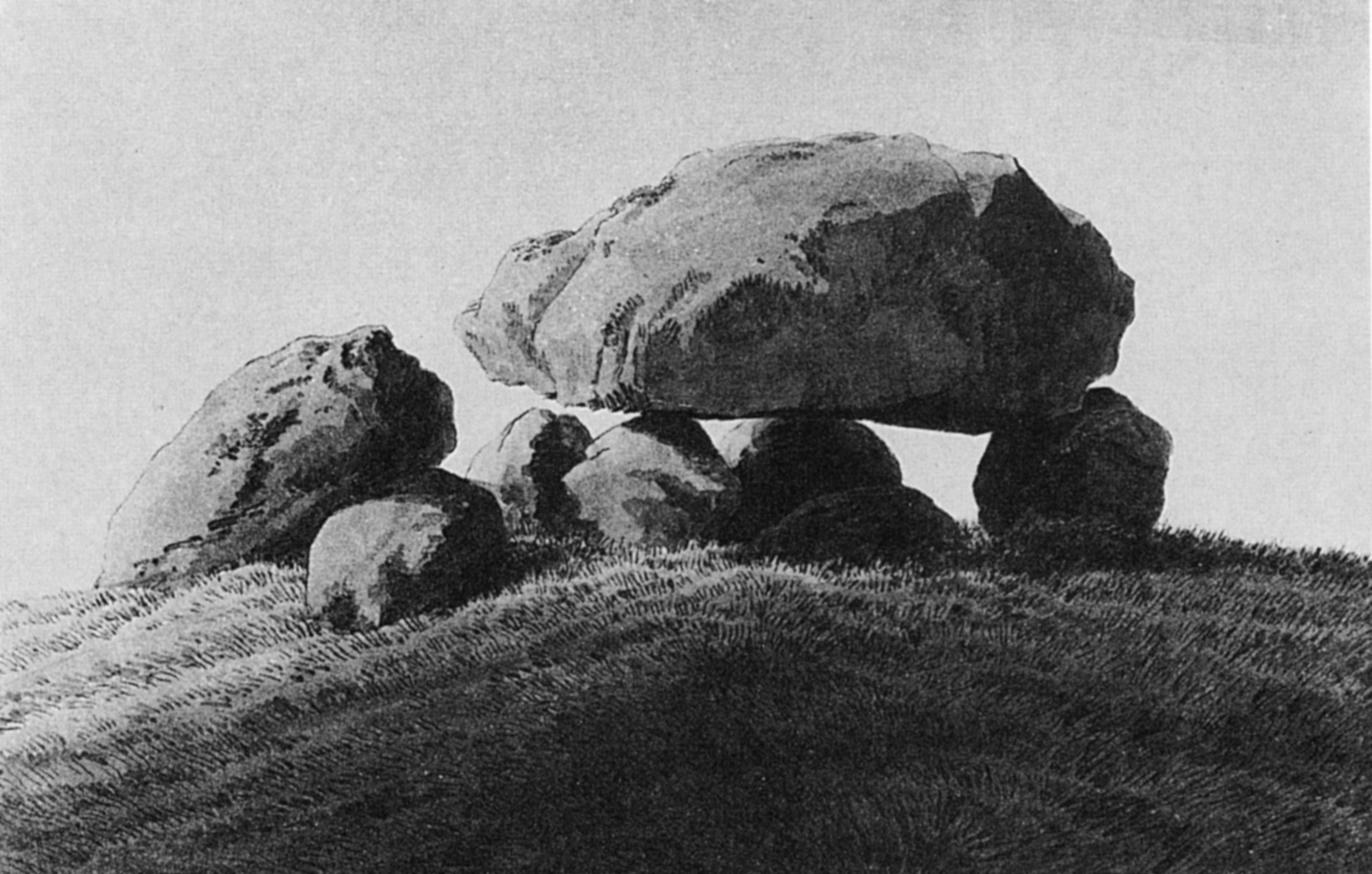
Dolmen près de Gützkow, dessin au crayon, 1837 (Bibliothèque royale, Copenhague)
Promenade au crépuscule, huile sur toile, (J. Paul Getty Museum, Los Angeles).